# Enrique Lorenzo Cabrera Urdangarín
Enrique Lorenzo Cabrera Urdangarín, (San José de Mayo, 10 de agosto de 1900, Mercedes, 23 de mayo de 1974), sacerdote católico uruguayo.
Fue el primer Obispo de la Diócesis de Mercedes.
Participó en las cuatro sesiones del Concilio Ecuménico Vaticano II.
Sus restos descansan en la capilla del Santísimo Sacramento en la Catedral de Mercedes.

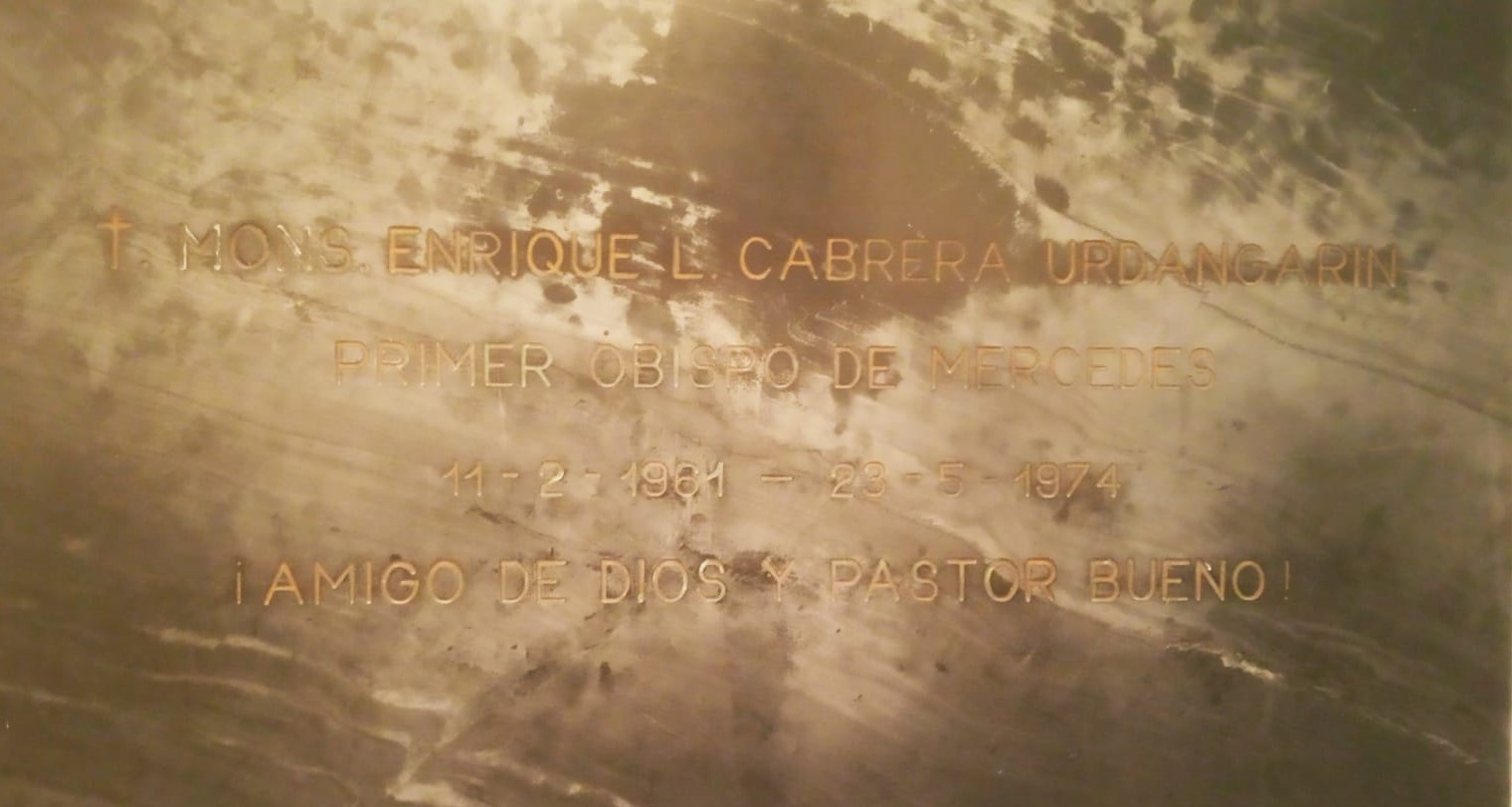
Lápida del Obispo Enrique Cabrera en la capilla del Santísimo, catedral de Mercedes, Uruguay.